# District de Kitamuro

En jaune, le district de Kitamuro dans la préfecture de Mie.

Le district de Kitamuro (北牟婁郡, Kitamuro-gun) est un district de la préfecture de Mie, au Japon. Il s'étend sur 257,01 km2.

## Municipalités du district
- Kihoku